# Liste der Resolutionen des UN-Sicherheitsrates (1983)
Diese Liste der Resolutionen des UN-Sicherheitsrates nennt die 17 vom Sicherheitsrat der Vereinten Nationen im Jahr 1983 verabschiedeten Resolutionen.
| Nummer | Beschluss vom | Gegenstand                                                   | Mission |
| ------ | ------------- | ------------------------------------------------------------ | ------- |
| 529    | 18. Januar    | Israel – Libanon                                             |         |
| 530    | 19. Mai       | Honduras – Nicaragua                                         |         |
| 531    | 26. Mai       | Israel-Arabische Republik Syrien                             |         |
| 532    | 31. Mai       | Namibia                                                      |         |
| 533    | 7. Juni       | Südafrika                                                    |         |
| 534    | 15. Juni      | Zypern                                                       |         |
| 535    | 29. Juni      | Lesotho und Südafrika                                        |         |
| 536    | 18. Juli      | Israel – Libanon                                             |         |
| 537    | 22. September | Neues Mitglied des UN-Sicherheitsrates Saint Kitts und Nevis |         |
| 538    | 18. Oktober   | Israel – Libanon                                             |         |
| 539    | 28. Oktober   | Namibia                                                      |         |
| 540    | 31. Oktober   | Irak – Islamische Republik Iran                              |         |
| 541    | 18. November  | Zypern                                                       |         |
| 542    | 23. November  | Libanon                                                      |         |
| 543    | 29. November  | Israel – Arabische Republik Syrien                           |         |
| 544    | 15. Dezember  | Zypern                                                       |         |
| 545    | 20. Dezember  | Angola und Südafrika                                         |         |